# Elezioni comunali in Liguria del 1983
Le elezioni comunali in Liguria del 1983 si tennero il 23-24 ottobre.

## Provincia di Savona

### Albenga
| Partito                                                                                      | Partito                                       | Voti   | %     | Seggi | Differenza (%) | /       |
| -------------------------------------------------------------------------------------------- | --------------------------------------------- | ------ | ----- | ----- | -------------- | ------- |
|                                                                                              | Partito Comunista Italiano                    | 5 212  | 35,38 | 12    | 0,73           | Stabile |
|                                                                                              | Democrazia Cristiana                          | 4 174  | 25,34 | 9     | 4,35           | 1       |
|                                                                                              | Partito Socialista Italiano                   | 1 579  | 10,23 | 3     | 1,23           | Stabile |
|                                                                                              | Partito Liberale Italiano                     | 1 188  | 8,07  | 2     | 2,85           | 1       |
|                                                                                              | Partito Socialista Democratico Italiano       | 964    | 6,24  | 2     | 1,62           | 1       |
|                                                                                              | Partito Repubblicano Italiano                 | 811    | 5,51  | 1     | 1,73           | Stabile |
|                                                                                              | Movimento Sociale Italiano – Destra Nazionale | 427    | 2,90  | 1     | 1,18           | 1       |
|                                                                                              | Democrazia Proletaria                         | 197    | 1,34  | 0     | -              | -       |
|                                                                                              | Lista Indipendente Amministrativa             | 178    | 1,15  | 0     | -              | -       |
| Totale                                                                                       | Totale                                        | 14 730 | 100   | 30    |                |         |
| Votanti                                                                                      | Votanti                                       | 15 437 |       |       |                |         |
| Elettori                                                                                     |                                               |        |       |       |                |         |
| Fonte: Archivio Storico La Stampa, su archiviolastampa.it. URL consultato il 18 agosto 2025. |                                               |        |       |       |                |         |